# Dixit Dominus (Хендл)
Дикцит Доминус је духовна музичка композиција, односно ораторијум, на текст псалама Џорџа Фридерика Хендла (каталогизована као HWV 232). Користи латински текст Псалма 110 (Вулгата 109),  који почиње стихом Диксит Доминус („Господ је рекао“).
Дело је компоновано априла 1707. док је Хендл живео у Италији. Ово је Хендлов најранији сачувани рукопис . Ораторијум је написан у барокном стилу и расписано је за пет вокалних солиста (ССАТБ - сопран, сопран, алт, тенор, баритон), петогласни хор (истог састава), гудачки оркестар и континуо. 16. јул 1707. године се сматра за датум првог извођења овог дела, у цркви Санта Мариа ин Монтесанто, под патронатом породице Колона .
Партитура је објављена 1867. Стандардно извођење траје нешто више од 30 минута.

## Ставови
Композиција има следеће ставове :
| Став | Тип и глас             |
| ---- | ---------------------- |
| 1    | Хор                    |
| 2    | Арија (алт соло)       |
| 3    | Арија (сопран соло)    |
| 4    | Хор                    |
| 5    | Хор                    |
| 6    | Солисти и Хор          |
| 7    | Хор                    |
| 8    | Два соло сопрана и Хор |
| 9    | Хор                    |